# Огошков, Кирилл Александрович
Кири́лл Алекса́ндрович Ого́шков (псевдоним — Кири́лл Ке́рзок, 27 октября 1977 года, Челябинск) — российский сценарист и продюсер, лауреат премии ТЭФИ 2008 года.

## Биография
Окончил Челябинскую государственную медицинскую академию.
Кирилл начал работу сценаристом во времена участия в команде КВН «УЕздный город», одним из авторов которой был. Вместе с командой стал чемпионом Высшей лиги КВН 2002 года.
После ухода из КВН получил известность благодаря участию в создании телепередачи «Большая разница» и ситкома «Интерны».

## Работы

### Телепередачи
- Большая разница — креативный продюсер, автор
- Ты смешной! — автор идеи, продюсер и сценарист

### Сценарии телесериалов
- 2005 — Дедушка моей мечты
- 2006 — Золотая тёща
- 2006 — Женские истории — серия «Хочу вернуть сына»
- 2006—2008 — Кто в доме хозяин?
- 2007 — Белка в колесе
- 2007 — Морская душа
- 2007 — Своя команда
- 2008 — Папины дочки
- 2010—2016 — Интерны
- 2017 — Детки напрокат
- 2019 — 90-е. Весело и громко

## Награды и номинации
- Премия «ТЭФИ-2008» в категории «Сценарист телевизионной программы» («Большая разница»)[5]
- Номинация на премию «ТЭФИ-2009» в категории «Сценарист телевизионной программы» («Большая разница»)
- Номинация на премию «Золотой носорог-2011» в категории «Лучший сценарий ситкома» («Интерны»)[6]